# Gonfreville-l'Orcher
Gonfreville-l'Orcher är en kommun i departementet Seine-Maritime i regionen Normandie i norra Frankrike. Kommunen ligger i kantonen Gonfreville-l'Orcher som tillhör arrondissementet Le Havre. År 2022 hade Gonfreville-l'Orcher 8 939 invånare.

## Befolkningsutveckling
Antalet invånare i kommunen Gonfreville-l'Orcher
| Referens: INSEE |